# Vita Escardó
Eva Escardó (Buenos Aires; 31 de agosto de 1965), más conocida como Vita Escardó, es actriz, autora, directora, psicodramatista y licenciada en psicología.

## Biografía
Licenciada en Psicología. Especialista en Psicodrama (USAL). 
Actriz Nacional (Escuela Nacional de Arte Dramático, actual IUNA)
Especialista en el cuidado de los cuidadores. Autora del libro "Síndrome de burnout: Cuidado de cuidadores. Dispositivos grupales y técnicas de intervención" (Noveduc, 2006 con prólogo de Eva Giberti).  
Coordinadora del Cuidado de Cuidadores del Patrocinio a Víctimas de violencia de género de la Defensoría General de la Nación Archivado el 4 de agosto de 2020 en Wayback Machine.. Coordinadora del Programa Cuidado de Cuidadores del Ministerio público fiscal de la Ciudad de Buenos Aires. Supervisora del Programa Provincial Cuidado de quienes cuidan de la Provincia de Córdoba.
Codirectora de la Carrera de Psicología, Universidad Isalud, Ciudad de Buenos Aires.
Integra el cuerpo docente y equipo de Psicodrama del Centro Jungiano de Antropología Vincular.
Ha sido distinguida por la Legislatura porteña por su Actividad en Derechos Humanos en 2003.

## Trayectoria en el campo de la salud
Formada como Psicodramatista especializada en dramaterapia. Fue docente del Centro Jungiano de Antropología Vincular desde 2005 hasta 2015. Es coordinadora de grupos con orientación jungiana en la Fundación Vínculo.  
Licenciada en Psicología por la Universidad de Ciencias Empresariales y Sociales (UCES). Recibió la medalla de oro otorgada por el Hospital T. Borda por haber obtenido el mejor promedio de su cohorte (9,43) y dio el discurso de graduados en la ceremonia de entrega de títulos. Realizó la especialización en Psicodrama (USAL).  
Desde 2006 se especializa en el cuidado de los cuidadores, coordinando talleres y capacitaciones en distintas provincias de Argentina.
Ha participado como expositora en diversos congresos (Congreso latinoamericano de Psicología Analítica, Bogotá, 2018; 1º al 7ª Congreso Internacional Violencia Maltrato y Abuso, 2007/2015; Congreso Internacional de Psicología Analítica 2006/2015; Congreso Internacional de APSA, Mar del Plata, 2006) Publicó diversos artículos en Página/12, Imago Agenda, El Sigma Digital, Colegio de Psicólogos de Córdoba y UCES (premio ensayo 2012).
Entre 2011 y 2014 se desempeñó como Asesora General del Programa Las Víctimas contra las Violencias del Ministerio de Justicia y DDHH. 
Actualmente es coordinadora del Cuidado de Cuidadores del Patrocinio a Víctimas de violencia de género de la Defensoría General de la Nación. Supervisa al equipo del Programa Provincial Cuidado de quienes cuidan de la Provincia de Córdoba. Coordina el Programa Cuidado de Cuidadores del Ministerio público fiscal de la Ciudad de Buenos Aires.
Participó en el diseño de la Carrera de Psicología de la Universidad Isalud, que actualmente  dirige. Se trata de una Carrera orientada a la articulación del psicólogo con el entramado institucional del sistema de salud en función de necesidades epidemiológicas prevalentes (adicciones, discapacidad, adultos mayores, género, psicología comunitaria, clínica vincular psicoanalítica, entre otras) siempre contemplando el respeto por los Derechos Humanos de la población asistida. El Comité Académico está conformado por: la Dra. Eva Giberti, el Dr. Ginés González García, la Dra. Dora Barrancos, el Dr. Diego Golombek y la Dra. Diana Maffia.

## Cuidado de cuidadores
Desde 2006 se especializa en el cuidado de los cuidadores. Entre 2006 y 2011 creó y coordinó el área de Cuidado de Cuidadores en el Programa Las Víctimas contra las Violencias del Ministerio de Justicia y DDHH, cuyos objetivos son de capacitación de los profesionales del programa en distintas áreas; también de elaboración y prevención del síndrome de burnout y entrenamiento de capacidades creativas. 
Coordina talleres y capacitaciones en distintas provincias de Argentina. Dictó capacitaciones sobre el tema en diversos lugares del país: Corte Suprema de Salta (Oficina de violencia doméstica), Universidad Nacional de Misiones (Cátedra Abierta), Universidad del Comahue, Universidad de Entre Ríos, Hospital Materno neonatal Ramón Carrillo, Córdoba; UCES Rafaela, Universidad católica de Santa fe.
En junio de 2016, la Ediltoria Noveduc, en el marco de la Colección Conjunciones, publicó su primer libro sobre esta temática "Síndrome de burnout: Cuidado de cuidadores. Dispositivos grupales y técnicas de intervención" . Con prólogo de Eva Giberti y la colaboración de varios profesionales, el libro aborda los contextos, características e intervenciones posibles desde la creatividad (antídoto para la alienación) con el fin de construir un espacio de cuidado de cuidadores. El libro formaliza la necesidad de que las instituciones reconozcan e implementen dispositivos de cuidado de los profesionales de la Salud que trabajan en contacto prolongado a lo largo de sus carreras con personas en estado de vulnerabilidad y riesgo (enfermeros, maestros, médicos, docentes, abogados, psicólogos, psicopedagogos, trabajadores sociales y múltiples operadores de diversos campos laborales). El texto se presentó desde entonces en las Ciudades de Córdoba, Santa Fe, Chubut, en el Congreso Latinoamericano de Psicología Analítica (Bogotá) y en la Feria Internacional del Libro de Buenos Aires.
Durante 2017 y 2019 coordinó la actividad de Cuidado de Cuidadores en diversas instituciones de Córdoba y Santa fe. Dictó cursos en La Plata, Bahía Blanca, Neuquén, Entre Ríos, Tucumán.
Actualmente se desempeña como Coordinadora del Cuidado de Cuidadores del Patrocinio a Víctimas de violencia de género de la Defensoría General de la Nación Archivado el 4 de agosto de 2020 en Wayback Machine., donde se brinda asistencia y patrocinio a toda persona víctima de violencia de género. Los profesionales que allí trabajan, atienden casos de violencia en las relaciones familiares e interpersonales, en el ámbito laboral, violencia económica/patrimonial, obstétrica, institucional, contra la libertad reproductiva, etc..
Coordina el Programa Cuidado de Cuidadores del Ministerio público fiscal de la Ciudad de Buenos Aires, organismo estatal que promueve el acceso a la justicia de la población.  
También supervisa al equipo del Programa Provincial Cuidado de quienes cuidan de la Provincia de Córdoba.
Además, trabaja asesorando, capacitando, supervisando y realizando dispositivos de cuidado en múltiples instituciones en todo el país.  

## Trayectoria como actriz
Comenzó su formación actoral en 1976. Estudió en la Escuela de Teatro de Alejandra Boero durante 5 años. En 1986 recibió el título de Actriz Nacional en la Escuela Nacional de Arte Dramático. Se perfeccionó dos años con el profesor Raúl Serrano. Participó en varias obras teatrales: Los casos de Juan, El barrio del Ángel gris, Don Juan, Un león bajo el agua, Somnium, El herrero y el diablo, Macbeth. 
Entre 1986 y 1999 participa en cine y televisión como actriz en (La Noche de los Lápices, Vínculos, Nueve lunas, Manuela. En radio, video y teatro en distintos roles: autora, actriz, directora. Publicó artículos en libros, diarios y revistas.
Junto a Victoria Egea integra La Loca Equipo de Investigación Artística. Obras estrenadas: Tardesculturales con Gina y Beba, declarada de interés cultural de la ciudad de Buenos Aires (1999-2004), Las letras de mi nombre y Cecilio: pura Verónica en Teatro por la Identidad (2001 y 2002), El traje del emperador (infantil, 2004),La que necesita una boca (dirigida por R. Caracciolo, 2007),
Colores ocultos (Proyecto Puentes, 2004). El río trae (2015)

### Cine
| Año  | Título                  | Personaje             | Director          |
| ---- | ----------------------- | --------------------- | ----------------- |
| 1986 | La Noche de los Lápices | María Claudia Falcone | Héctor Olivera    |
| 1993 | Un muro de silencio     |                       | Lita Stantic      |
| 2001 | I love you, Torito      | Leticia               | Edmund Valladares |

### Televisión
| Año       | Título                        | Personaje            | Canal              |
| --------- | ----------------------------- | -------------------- | ------------------ |
| 1987      | Vínculos                      | La Secretaria        |                    |
| 1989-1990 | Las comedias de Darío Vittori | Betty, la secretaria | Canal 13 y Canal 2 |
| 1990-1991 | Una voz en el teléfono        | Nara Riglos          | Canal 9            |
| 1991      | Manuela                       | Anais Acosta         | Canal 13           |
| 1992      | Antonella                     | Natalia              | Canal 13           |
| 1994-1995 | Nueve lunas                   |                      | Canal 13           |
| 1995      | Chiquititas                   | Leticia Rivera       | Telefe             |
| 1997      | Cebollitas                    |                      | Telefe             |

- Datos: Q6164035